# George Carpenter (Armée du salut)
George Lyndon Carpenter (20 juin 1872 - 9 avril 1948) est le 5e général de l'Armée du salut (1939-1946).

## Biographie
George Lyndon Carpenter est né à Millers Forest, Nouvelle-Galles du Sud, le 20 juin 1872. Son père, Tristan de Acunha Carpenter, est agriculteur et méthodiste. Sa mère, Hannah Worboys, est anglaise et salutiste. George est leur fils unique, le couple a également cinq filles.
Carpenter est formé à Raymond Terrace, en Australie, et devient officier de l'armée du Salut en 1892. Pendant les 18 premières années de son mandat, il travaillé dans l'immobilier, la formation et le travail littéraire en Australie.
Il se marie avec l'enseigne Minnie Rowell le 21 juin 1899. Elle écrit des livres tels que Commissaire Lawley, Notable Officers of The Salvation Army et Women of the Flag, entre autres.
En 1911, George est appelé au siège international. Il devient le secrétaire littéraire de l'Armée du Salut sous le général Bramwell Booth. Il occupe ce poste jusqu'en 1927. De 1927 à 1933, il est rappelé pour un service supplémentaire en Australie, pour prendre le rang de secrétaire en chef du Territoire de l'Est de l'Australie. En 1933, il devient commandant du territoire de l'Est de l'Amérique du Sud. En 1937, il devient commandant territorial du Canada et occupe ce poste jusqu'à ce qu'il soit élu général par le Conseil supérieur en 1939.
Son mandat en tant que général de l'Armée du Salut est une période difficile[réf. nécessaire]. La Seconde Guerre mondiale se déroule en Europe, mais il est un leader fort[pas clair]. Il prend sa retraite en tant que général le 26 juin 1946.
Il a écrit Keep the Trumpets Sounding et Banners and Adventures.
Le général George Carpenter est décédé à Earlwood, en Nouvelle-Galles du Sud, le 9 avril 1948, à l'âge de 75 ans. Il est enterré au cimetière de Rookwood.